# Grote hoefijzerneus
De grote hoefijzerneus (Rhinolophus ferrumequinum) is een vleermuis behorende tot de familie van de hoefijzerneuzen en bladneusvleermuizen van de Oude Wereld (Rhinolophidae). Het dier is de grootste Europese hoefijzerneus.

## Beschrijving
Hij wordt tussen de 57 en 71 mm groot. De onderarm is tussen de 49 en 61 mm lang en de spanwijdte is ongeveer 290 tot 400 mm. De grote hoefijzerneus weegt 14 tot 34 gram. Mannetjes worden zwaarder dan vrouwtjes. Het gewicht verschilt ook per jaargetijde: in de lente wegen hoefijzerneuzen 18 tot 19 gram, in de herfst 24 tot 29 gram.
De vacht is van boven grijsbruin of rookgrijs met een rode tint. Aan de onderzijde is de vacht lichtgrijs tot gelig wit. De vleugels en oren zijn licht grijsbruin van kleur. De puntige oren zijn geplooid. Deze vleermuis vliegt langzaam en op geringe hoogte, tussen de 0,3 en 6 m. De vlucht wordt afgewisseld met een glijvlucht.

## Leefgebied
De grote hoefijzerneus komt voor in warme beboste valleien, afgewisseld met open gebieden met hier en daar een boom of een struik. In de buurt daarvan moeten ook open grasland bevinden, geschikte verblijfplaatsen, en water. Ook wordt hij aangetroffen in karstgebieden en bij huizen. In bergen komt hij voor tot 800 meter hoogte. Een enkele keer worden ze tot op 2000 meter hoogte aangetroffen.
Hij jaagt vooral tussen de bomen, maar ook in open gebied. Roestplaatsen bevinden zich vooral in grotten, maar in het noorden van zijn leefgebied wordt hij ook in huizen aangetroffen. In de zomer verblijven volwassen mannetjes in kleine groepjes, terwijl vrouwtjes samen met onvolwassen dieren leven in kraamkamers in groepen van vijftig tot vijfhonderd vrouwtjes, soms tot duizend. Ze delen deze kraamkamers met andere vleermuissoorten, als de paarse hoefijzerneus en de ingekorven vleermuis. Rond de tijd dat de jongen worden geboren, verlaten de mannetjes de kraamkamers.

## Voortplanting
De paartijd vindt plaats in oktober, vlak voor of tijdens de overwintering. Mannetjes hebben een vaste paarplaats. De vrouwtjes gaan bij de mannetjes langs, waarna de paring plaatsvindt. Het sperma van het mannetje wordt in de vagina bewaard tot maart of april, waarna de bevruchting plaatsvindt.
In april trekken de vrouwtjes in de kraamkamers. Van midden-juni tot augustus (verschillend per regio) worden de asgrijze jongen geboren. De jongen zijn dan 5 tot 6 gram zwaar. De vrouwtjes hangen met hun jongen alleen of in groepjes. Na 4 tot 7 dagen openen de jongen hun ogen. 24 tot 28 dagen na de geboorte maken ze hun eerste vlucht in de kraamkamer en drie weken later vangen ze hun eerste prooi. De jongen worden gespeend als ze 5 tot 7 weken oud zijn. Met een leeftijd van 7 tot 8 weken zijn ze onafhankelijk van hun moeder.
Gewoonlijk krijgt een vrouwtje maar één jong per keer, en meestal planten vrouwtjes zich niet ieder jaar voort. De vrouwtjes werpen hun eerste jong als ze twee tot vier jaar oud zijn. Mannetjes worden na twee jaar geslachtsrijp. De grote hoefijzerneus wordt vrij oud, ongeveer dertig jaar.

## Voedsel
Ongeveer een half uur tot vijftig minuten na zonsondergang komen de hoefijzerneuzen tevoorschijn. In vochtig of winderig weer vliegt hij minder vaak uit. Tussen mei en augustus eet hij met twee tot drie tussenpauzes, waarbij hij af en toe terugkeert naar een verblijfplaats vlak bij het jachtterrein.
Hij jaagt vooral op grotere vliegende insecten, als motten, mestkevers en meikevers, ook tweevleugeligen, vliesvleugeligen en schietmotten, die hij in de vlucht opeet. Te grote prooi eet hij op vaste voedingsplaatsen. Ook vangt hij weleens prooi op de grond, bijvoorbeeld spinnen en kevers. Vanuit een rustplaats zoekt hij zijn prooi met behulp van echolocatie. Ook drinken doet de vleermuis in vlucht. In augustus en september kunnen ze de hele nacht wegblijven, waarbij ze zich voorbereiden voor de winterslaap.

## Winterslaap
's Winters houdt de soort een winterslaap van september of oktober tot april in koele grotten, mijngangen, kelders en zolders. Tijdens de winterslaap omhullen de vleugels het gehele lichaam. Ze hangen vrij aan het plafond, soms in dichte groepen. Tijdens de winterslaap worden ze nog vaak wakker (tot twee keer per week). Als het weer niet te koud, te nat of te winderig is, jagen ze bij de ingang van de grot op voedsel.

## Verspreiding
De soort komt voor in West-, Zuid- en Midden-Europa (van Wales tot Oekraïne), Noordwest-Afrika, en Azië tot Saoedi-Arabië, India en Japan.
In Nederland is vroeger een kraamkamer ontdekt van de soort in de Sint-Pietersberg (1939),  recent is hij 1 keer waargenomen in een kalksteengroeve (2024). In België komt hij nog voor in Wallonië, en in Luxemburg is er nog een kraamkolonie op de grens met Duitsland. In Duitsland komen ze nog voor rond Trier.